# Krasnouralsk
Huyện Krasnouralsk (tiếng Nga: Красноура́льск) là một huyện hành chính tự quản (raion), của Tỉnh Sverdlovsk, Nga. Huyện có diện tích 1647 km², dân số thời điểm ngày 1 tháng 1 năm 2000 là 31900 người. Trung tâm của huyện đóng ở Krasnoural'sk.